# Дрібнотка колючкова
Дрібнотка колючкова (Cephaloziella spinigera) — вид печіночників порядку юнгерманіальних (Jungermanniales).

## Поширення
Батьківщиною є Європа, Азія, Північна Америка.